# Pontus Norgren
Karl Pontus Norgren (* 22. dubna 1968) je kytarista švédské heavy metalové skupiny HammerFall.
V HammerFall působí od dubna 2008, kdy nahradil Stefana Elmgrena.
Do skupiny přestoupil z kapely The Poodles, kde působil několik předchozích let. Dříve hrál i v kapelách Great King Rat, Talisman, The Ring nebo Zan Clan.
Za své hudební vzory považuje Jeffa Becka, Garyho Moorea a Eddieho Van Halena.
Pontus se věnuje také produkci alb. Pracoval jako producent například na albech The Poodles a také se podílel na produkci alba Dominion.

## Diskografie

### The Poodles
- Metal Will Stand Tall (2006)
- Sweet Trade (2007)

### HammerFall
- No Sacrifice, No Victory (2009)
- Infected (2001)
- (r)Evolution (2014)
- Built to Last (2016)
- Dominion (2019)
- Hammer of Dawn (2022)
- Avenge the Fallen (2024)